# ریمو فورر
ریمو فورر (به انگلیسی: Remo Forrer) (زاده ۸ سپتامبر ۲۰۰۱) خواننده سوئیسی است.
او نماینده سوئیس در یوروویژن ۲۰۲۳ بود.